# Dyskografia Raya Browna
Poniższa dyskografia nie zawiera wszystkich płyt, w nagraniu których brał udział Ray Brown.

## Jako lider
- 1946 New Sounds in Modern Music (Savoy)
- 1956 Bass Hit! (Norgran Records)
- 1958 This Is Ray Brown (PolyGram)
- 1960 Jazz Cello (Verve)
- 1962 Ray Brown with the All-Star Big Band • Guest Soloist: Cannonball Adderley (Verve)
- 1975 Brown's Bag (Concord)
- 1975 Overseas Special (Concord)
- 1977 As Good as It Gets (Concord)
- 1977 Something for Lester (Original Jazz Classics)
- 1979 Tasty! (Concord)
- 1979/1990 Ray Brown Trio • Live at the Concord Jazz Festival (Concord)
- 1981 Echoes from West (Atlas)
- 1982 Ray Brown, vol. 3 (Concord)
- 1984 Soular Energy (Groove Note/Concord)
- 1984 One O’Clock Jump (Verve)
- 1984 Bye Bye Blackbird (Paddle Wheel)
- 1985 Don't Forget the Blues (Concord)
- 1985 The Red Hot Ray Brown Trio (Concord)
  - 2003 Reedycja, 1 z 3 CD Live from New York to Tokyo (Telarc)
- 1988 Two Bass Hits (Capri)
- 1988 Bam Bam Bam (Concord)
  - 2003 Reedycja, 1 z 3 CD Live from New York to Tokyo (Telarc)
- 1989 Georgia on My Mind (LOB)
- 1990 Moore Makes 4 (Concord)
- 1990 Summer Wind • The Ray Brown Trio • Live at the Loa (Concord)
- 1991 3 Dimensional: The Ray Brown Trio (Concord)
- 1993 Bassface (Telarc)
  - 1998 Reedycja, 1 z 3 CD Triple Play (Telarc)
- 1994 Black Orpheus (Evidence)
- 1994 Don't Get Sassy (Telarc)
- 1994 Some of My Best Friends Are... The Piano Players (Telarc)
- 1995 Seven Steps to Heaven (Telarc)
  - 1998 Reedycja, 1 z 3 CD Triple Play (Telarc)
- 1996 Some of My Best Friends Are...The Sax Players (Telarc)
- 1996 Ray Brown Live at Scullers (Telarc)
  - 1998 Reedycja, 1 z 3 CD Triple Play (Telarc)
- 1997 SuperBass (Telarc)
- 1998 Some of My Best Friends Are...Singers (Telarc)
- 1998 Summertime • Ray Brown Trio with Ulf Wakenius (Telarc)
- 1998 Moonlight in Vermont (Prevue)
- 1998 Triple Play (3CD) (Telarc)
- 1999 Christmas Songs with The Ray Brown Trio (Telarc)
- 2000 Some of My Best Friends Are... The Trumpet Players (Telarc)
- 2000 Blues for Jazzo (Prevue)
- 2001 Live at Starbucks (Telarc)
- 2001 SuperBass 2 (Telarc)
- 2002 Some of My Best Friends Are ... Guitarists (Telarc)
- 2003 Walk On (Telarc)
- 2003 Live from New York to Tokyo (3CD – kompilacja) (Concord)
- 2006 Bassics • The Best of the Ray Brown Trio 1997−2000 (kompilacja) (Concord)

## Jako współlider
- 1962/1996 Ray Brown • Milt Jackson – Much in Common (2CD) (PolyGram)
- 1965 Ray Brown with Milt Jackson (Verve)
- 1971/2005 Reunion Blues – Oscar Peterson • Ray Brown • Milt Jackson • Louis Hayes (MPS/Verve)
- 1972/1994 Duke Ellington and Ray Brown • This One's for Blanton (Original Jazz Classics)
- 1974/1995 Oscar Peterson • Joe Pass • Ray Brown – The Giants (Original Jazz Classics)
- 1975/1990 Herb Ellis/Ray Brown Sextet • Hot Tracks (Concord)
- 1975/1994 Joe Pass • Milt Jackson • Ray Brown – The Big 3 (Pablo/Original Jazz Classics)
- 1975/1991 The Poll Winners: Barney Kessel with Shelly Manne and Ray Brown (Contemporary Records/Original Jazz Classics)
- 1977/1991 Joe Pass • Milt Jackson • Ray Brown • Mickey Roker – Quadrant (Original Jazz Classics)
- 1977/1991 Milt Jackson/Ray Brown Jam • Montreux ’77 (Pablo/Original Jazz Classics)
- 1977/1990 Rockin’ In Rhythm – Hank Jones • Ray Brown • Jimmie Smith (Concord)
- 1978/1995 Ray Brown • Jimmy Rowles – Tasty (Concord)
- 1983 Jackson, Johnson, Brown & Company (Original Jazz Classics)
- 1987 The George Shearing Trio with Ray Brown and Marvin „Smitty” Smith • Breakin’ Out (Concord)
- 1989 André Previn • Ray Brown • Joe Pass – After Hours (Telarc)
- 1990 Uptown • André Previn with Mundell Lowe & Ray Brown (Telarc)
- 1992 Old Friends – André Previn • Mundell Lowe • Ray Brown (Telarc)
- 1992 As Good as It Gets (Concord)
- 1992 Kiri Sidetracks • The Jazz Album • Kiri Te Kanawa, André Previn, Ray Brown, Mundell Lowe  (PolyGram)
- 1995 Oscar Peterson • Ray Brown • Benny Carter • Clark Terry – The More I See You (Telarc)
- 1996 Introducing Kristin Korb with the Ray Brown Trio (Telarc)
- 2000 Ray Brown • Jimmy Rowles – The Duo Sessions (2CD) (Concord)
- 2002 Herb Ellis/Ray Brown Sextet • In the Pocket (Concord)
- 2002 Monty Alexander • Ray Brown • Herb Ellis – Triple Scoop (Concord)
- 2002 Ray Brown, Monty Alexander & Russell Malone (Telarc)
- 2003 Monty Alexander • Ray Brown • Herb Ellis – Straight Ahead (Concord)
- 2005 Brown • Alexander • Griffin • Drew – Summerwind (Kingston Records)
- 2008 Brown • Alexander • Griffin • Drew – Summerwind • Vol. II (Jeton)

## Jako członek zespołu Oscara Petersona
- 1951 Lester Young with the Oscar Peterson Trio (Clef)
- 1952 The Astaire Story (Clef)
- 1952 Oscar Peterson Plays Duke Ellington (Clef)
- 1954 Buddy DeFranco and Oscar Peterson Play George Gershwin (Clef)
- 1954 Oscar Peterson Plays Harold Arlen (Clef)
- 1955 Oscar Peterson Plays Count Basie (Clef)
- 1956/2011 Toni Harper with the Oscar Peterson Quartet) (Verve/Fresh Sound Records)
- 1956 Oscar Peterson at the Stratford Shakespearean Festival, Live (Verve)
- 1956/1990 Anita O’Day & The Oscar Peterson Quartet • Anita Sings the Most (Verve/PolyGram)
- 1957 Soft Sands (Verve)
- 1957/2007 The Oscar Peterson Trio with Sonny Stitt, Roy Eldridge and Jo Jones at Newport (Verve)
- 1957 Stan Getz and the Oscar Peterson Trio (Verve)
- 1957 Louis Armstrong Meets Oscar Peterson (Verve)
- 1957 Stan Getz and J.J. Johnson at the Opera House (Verve)
- 1958 Jazz Giants '58 (różni wykonawcy) (Verve)
- 1958 Oscar Peterson at the Concertgebouw, Live (Verve)
- 1958/1988 Ella in Rome • The Birthday Concert (Verve/PolyGram)
- 1958 On the Town with the Oscar Peterson Trio (Verve)
- 1958 Oscar Peterson Plays „My Fair Lady” (Verve)
- 1958 Sonny Stitt Sits in with the Oscar Peterson Trio (Verve)
- 1958 A Jazz Portrait of Frank Sinatra (Verve)
- 1959 The Jazz Soul of Oscar Peterson (Verve)
- 1959 Oscar Peterson Plays the Duke Ellington Songbook (Verve)
- 1959 Oscar Peterson Plays the George Gershwin Songbook (Verve)
- 1959 Oscar Peterson Plays the Richard Rodgers Songbook (Verve)
- 1959 Oscar Peterson Plays the Jerome Kern Songbook (Verve)
- 1959 Oscar Peterson Plays the Cole Porter Songbook (Verve)
- 1959 Oscar Peterson Plays the Harold Arlen Songbook (Verve)
- 1959 Oscar Peterson Plays „Porgy & Bess” (Verve)
- 1959 Swinging Brass with the Oscar Peterson Trio (Verve)
- 1959 Ben Webster Meets Oscar Peterson (Verve)
- 1960 Fiorello! (Verve)
- 1961 The Trio, Live (Verve)
- 1961 The Sound of the Trio, Live (Verve)
- 1962 „West Side Story” (Verve)
- 1962 Bursting Out with the All-Star Big Band! (Verve)
- 1962 Affinity (Verve)
- 1962 Something Warm (Verve)
- 1962 Put On a Happy Face (Verve)
- 1962/1999 Very Tall • Oscar Peterson Trio with Milt Jackson (Verve/PolyGram)
- 1962 Night Train (Verve)
- 1963 Bill Henderson with the Oscar Peterson Trio (Verve)
- 1964 The Oscar Peterson Trio Plays (Verve)
- 1964 Oscar Peterson Trio + One (Verve)
- 1964 Canadiana Suite (Limelight)
- 1964 We Get Requests (Verve)
- 1964 Action (MPS)
- 1965 Eloquence (Limelight)
- 1965 With Respect to Nat (Verve)
- 1965 Blues Etude (Limelight)
- 1967–1968 (nagr.) Exclusively for My Friends: The Lost Tapes (MPS)
- 1965, 1967–1968 (nagr.) Girl Talk (MPS)
- 1972 The History of an Artist, Vol. 1 (Pablo)
- 1972 The History of an Artist, Vol. 2 (Pablo)
- 1975/2007 „Satch” and „Josh” • Oscar Peterson and Count Basie (Pablo/JVC Japan)
- 1975/2011 Ella and Oscar (Pablo/Fantasy)
- 1977 Oscar Peterson and the Bassists • Montreux ’77 (Pablo)
- 1980/1991 Dizzy Gillespie • Freddie Hubbard • Clark Terry – The Trumpet Summit Meets the Oscar Peterson Big Four (Pablo/Original Jazz Classics)
- 1980/1995 Clark Terry • Freddie Hubbard • Dizzy Gillespie • Oscar Peterson – The Alternate Blues (Pablo/Original Jazz Classics)
- 1990 Live at the Blue Note (Telarc)
- 1990 Saturday Night at the Blue Note (Telarc)
- 1990 Last Call at the Blue Note (Telarc)
- 1990 Encore at the Blue Note (Telarc)
- 1994 Side by Side  • Oscar Peterson & Itzhak Perlman (Telarc)
- 1997 A Tribute to Oscar Peterson • Live at the Town Hall (różni wykonawcy) (Telarc)
- 1998 Oscar and Benny (Telarc)

## Z grupą L.A. Four
- 1974 The L.A. Four Scores! (Concord)
- 1978 Just Friends (JVC Victor)
- 1979 Live at Monteux (Concord)
- 1980 Zaca (Concord)
- 1981 Montage (Concord)
- 1982 Executive Suite (Concord)
- 1990 Watch What Happens (Concord)
- 1998 Going Home (Mercury)
- 2003 Two By Four (Concord)

## Jako sideman
- 1952 Lady Day (z Billie Holiday) (Decca)
- 1952/1994 Benny Carter • Cosmopolite • The Oscar Peterson Verve Sessions (Verve/PolyGram)
- 1953/1993 King of Tenors • Ben Webster (Verve/PolyGram)
- 1953/2004 Ben Webster • Bounce Blues (Verve/Blue Moon)
- 1953/1990 Diz and Getz (Verve/PolyGram)
- 1954/2002 Toshiko Akiyoshi • Toshiko's Piano (Norgran/Universal)
- 1954/1995 Music For Loving • Ben Webster with Strings (2CD) (Verve/PolyGram)
- 1956/1994 Krupa and Rich (Verve/PolyGram)
- 1956/2000 Ella and Louis (Verve/PolyGram)
- 1956/2006 Ellis in Wonderland (Norgran/Verve)
- 1957/2010 Sonny Rollins • Way Out West (Original Jazz Classics)
- 1957/1997 The Genius of Coleman Hawkins (Verve/PolyGram)
- 1957/1997 Coleman Hawkins Encounters Ben Webster (Verve/PolyGram)
- 1957/1990 Soulville • The Ben Webster Quartet (Verve/PolyGram)
- 1957/1997 Sonny Stitt • Only the Blues (Verve/PolyGram)
- 1957/2002 Ella and Louis Again (2CD) (Verve/Universal)
- 1957/1989 Blossom Dearie (Verve/PolyGram)
- 1957/1998 Give Him the Ooh-La-La • Blossom Dearie (Verve/PolyGram)
- 1958/1992 Once Upon a Summertime... • Blossom Dearie (Verve/PolyGram)
- 1959/2001 Blossom Dearie Sings Comden and Green (Verve/UMVD)
- 1959/2003 Blossom Dearie • My Gentleman Friend (Verve)
- 1963/1990 Ella Fitzgerald: These Are the Blues (Verve/PolyGram)
- 1966/1996 Something Personal • Jack Wilson (Blue Note)
- 1966/1991 Oliver Nelson • Sound Pieces (Impulse!/GRP)
- 1969/1989 Milt Jackson Quintet featuring Ray Brown • That’s the Way It Is (Impulse!/MCA)
- 1970/2004 James Brown with the Louie Bellson Orchestra • Soul on Top (King Records/Verve)
- 1973 Duke's Big 4 (Pablo)
- 1975/1991 Roy Eldridge • Happy Time (Pablo/Original Jazz Classics)
- 1977/1989 Eddie „Lockjaw” Davis 4 • Montreux ’77 (Pablo/WEA)
- 1977/1992 Barney Kessel • Soaring (Concord)
- 1978/1991 Sarah Vaughan • How Long Has This Been Going On? (Pablo)
- 1981/1993 Milt Jackson • Grady Tate • Ray Brown and Oscar Peterson • Ain’t But a Few of Us Left (Pablo/Original Jazz Classics)
- 1986 Elvis Costello • King of America (Columbia)
- 1989 Gene Harris Quartet • Listen Here! (Concord)
- 1994 Jazz Showcase (różni wykonawcy) (Telarc)
- 1994 Santa's Bag • An All-Star Jazz Christmas (Telarc)
- 1994 Frank Morgan • Love, Lost & Found (Telarc)
- 1995 Diana Krall • Only Trust Your Heart (Verve)
- 2001 Jazz • Live from New York (różni wykonawcy) (Telarc)
- 2011 Cannonball Adderley and the Poll-Winners • Featuring Ray Brown, Wes Montgomery (Max Cat Records)